# Norska sportjournalisternas statyett

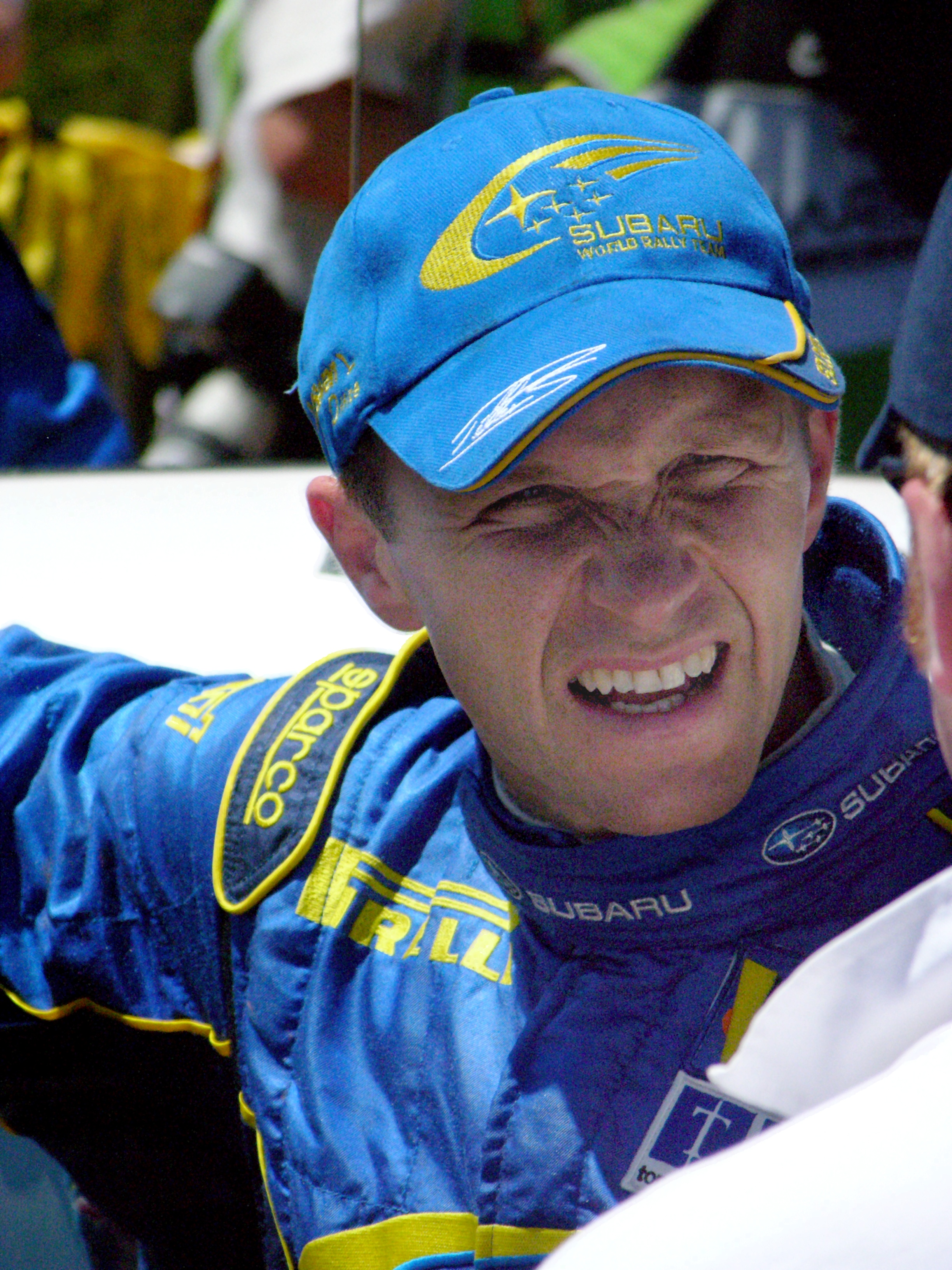
Petter Solberg fick priset 2003 när han blev världsmästare

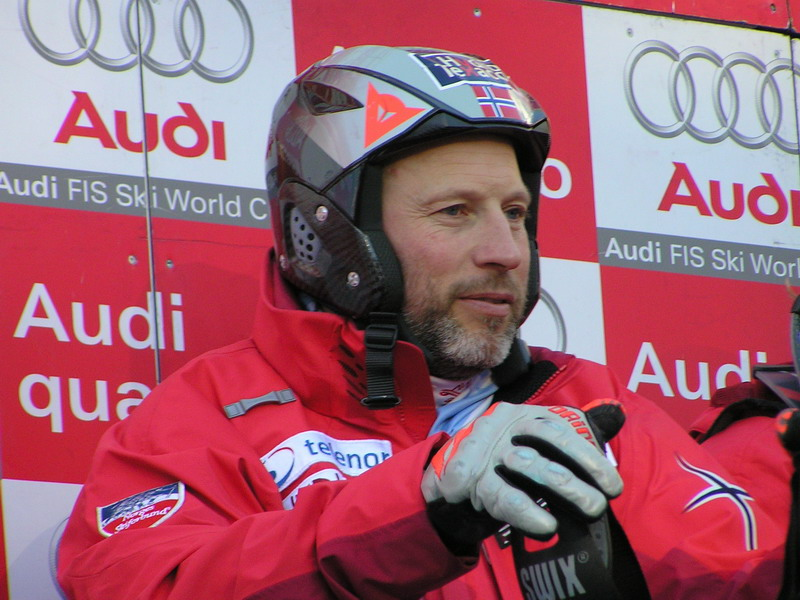
1999 fick Lasse Kjus priset efter att ha tagit 5 VM-medaljer varav 2 guld

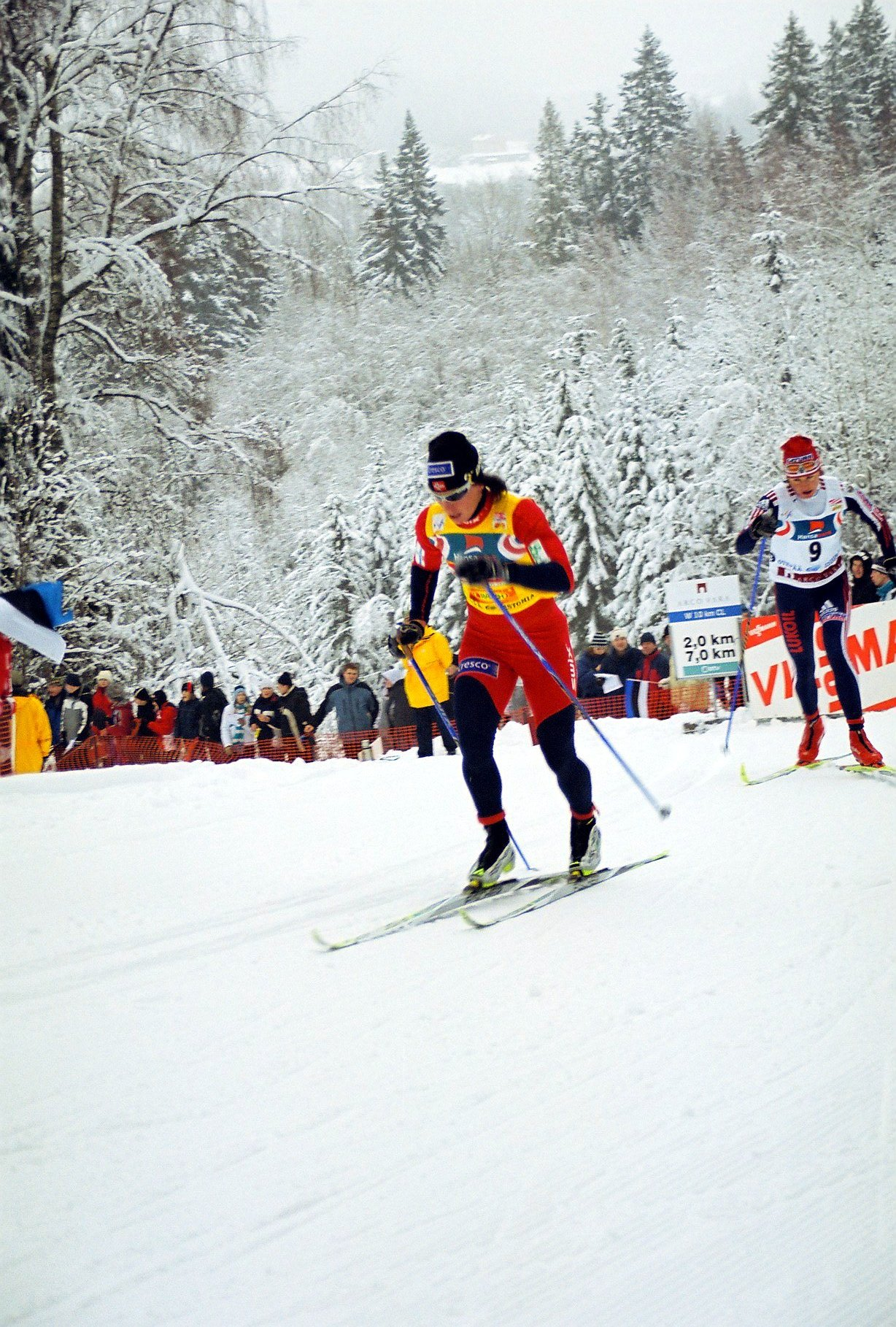
Marit Bjørgen fick statyetten 2005 efter 3 VM-guld

Norska sportjournalisternas statyett är ett årligt pris som sedan 1948 delas ut av Norska sportjournalisternas förbund. Med priset följer titeln Årets idrottare i Norge.
Förbundets medlemmar skall vid årets slut rösta på den sportutövare eller lag som de tycker ha gjort den största bragden detta år. Medlemmarna får fritt välja och rösta på sin favorit och skickar sin röst till förbundets styrelse som räknar rösterna. Priset blir offentliggjort under en högtidlig tillställning påföljande vår.
Statyetten blev första gången utdelad 1948, då backhopparen Petter Hugsted fick den. Det är möjligt för samma utövare att få priset flera gånger. Om detta inträffar får inte vinnaren en ny statyett utan ett graverat märke som fästes på den tidigare statyetten. Grete Waitz har vunnit fyra priser vilket är flest gånger, Karsten Warholm har tre priser medan Bjørn Dæhlie, Johann Olav Koss, Petter Northug, Ingrid Kristiansen, Knut Knudsen, Stein Eriksen, Andreas Thorkildsen och Sverre Strandli vunnit två gånger var.

## Vinnare
| År   | Namn                          | Sport            | Prestation |
| ---- | ----------------------------- | ---------------- | --- |
| 1948 | Petter Hugsted                | Backhoppning     | OS-guld i normalbacke                                                                                               |
| 1949 | Martin Stokken                | Friidrott        | 4 guld i Norska mästerskapen på 10 000 m, 5 000 m og 3 000 m på Bislett, och terränglöpning i Hamar                 |
| 1950 | Sverre Strandli               | Friidrott        | EM-guld i slägga |
| 1951 | Stein Eriksen                 | Alpin skidsport  | Norskt mästerskaps guld                                                                                             |
| 1952 | Hjalmar Andersen              | Skridskor        | OS-guld på 3 000 m, 5 000 m och 10 000 m på världsrekordtiden 16.32,6 i Oslo                                        |
| 1953 | Sverre Strandli (2)           | Friidrott        | Världsrekord på 62,36 meter i slägga                                                                                |
| 1954 | Stein Eriksen (2)             | Alpin skidsport  | VM-guld i slalom, storslalom och kombinationen i Åre                                                                |
| 1955 | Audun Boysen                  | Friidrott        | Norsk rekord med 1.45,9 på 800 meter                                                                                |
| 1956 | Egil Danielsen                | Friidrott        | OS-guld i spjut |
| 1957 | Magne Lystad                  | Orientering      | Nordisk mästare |
| 1958 | Inger Bjørnbakken             | Alpin skidsport  | VM-guld i slalom |
| 1959 | Torbjørn Yggeseth             | Backhoppning     | Seger i skidflygning i Kulm                                                                                         |
| 1960 | Knut Johannesen               | Skridskor        | OS-guld på 10 000 m med världsrekordtiden 15.46,6                                                                   |
| 1961 | Harald Grønningen             | Längdskidor      | Seger i Lahtisspelen ch Holmenkollen                                                                                |
| 1962 | Toralf Engan                  | Backhoppning     | VM-guld i normalbacke                                                                                               |
| 1963 | Reidar Hjermstad              | Längdåkning      | Seger på 15 km och 50 km i Lahtisspelen                                                                             |
| 1964 | Terje Pedersen                | Friidrott        | 2 världsrekord i spjut                                                                                              |
| 1965 | Per Ivar Moe                  | Skridskor        | VM-guld i skridskor                                                                                                 |
| 1966 | Gjermund Eggen                | Längdskidor      | VM-guld på 15 km, 50 km och på stafetten i Oslo.                                                                    |
| 1967 | Bjørn Wirkola                 | Backhoppning     | Vinnare av Tysk-österrikiska backhopparveckan                                                                       |
| 1968 | Fred Anton Maier              | Skridskor        | OS-guld, VM-guld, samt världsrekord på 5- och 10 000 m                                                              |
| 1969 | Dag Fornæss                   | Skridskor        | Vann både VM-guld, EM-guld och guld i Norska mästerskapen                                                           |
| 1970 | Stig Berge                    | Orientering      | VM-guld individuellt och i stafett                                                                                  |
| 1971 | Leif Jenssen                  | Styrkelyft       | VM-silver i Peru med nytt nordisk rekord på 467,5 kg (150 - 142,5 - 175) i 75 kg-klassen                            |
| 1972 | Knut Knudsen                  | Cykling          | OS-guld 4000 m bancykling                                                                                           |
| 1973 | Knut Knudsen (2)              | Cykling          | VM-guld 4000 m bancykling                                                                                           |
| 1974 | Magne Myrmo                   | Längdskidor      | VM-guld på 15 km i Falun                                                                                            |
| 1975 | Grete Andersen (Waitz)        | Friidrott        | Två världsrekord på 3 000 m                                                                                         |
| 1976 | Ivar Formo                    | Längdskidor      | OS-gulD på 50 km i Innsbruck                                                                                        |
| 1977 | Grete Waitz (2)               | Friidrott        | Vann världscupfinalen på 3 000 m                                                                                    |
| 1978 | Lene Jenssen                  | Simning          | Norges första simmedalj i ett VM: Silver på 100 m fritt                                                             |
| 1979 | Grete Waitz (3)               | Friidrott        | VM-guld i terränglöpning                                                                                            |
| 1980 | Bjørg Eva Jensen              | Skridskor        | OS-guld på 3 000 m i Lake Placid                                                                                    |
| 1981 | Tom Lund                      | Fotboll          | Serieseger med Lillestrøm och landskampsseger över England (2-1)                                                    |
| 1982 | Berit Aunli                   | Längdskidor      | VM-guld på 5 km, 10 km och stafett i Oslo                                                                           |
| 1983 | Grete Waitz (4)               | Friidrott        | VM-guld på maraton i Helsingfors                                                                                    |
| 1984 | Eirik Kvalfoss                | Skidskytte       | OS-guld på 10 km i Sarajevo                                                                                         |
| 1985 | Anette Bøe                    | Längdskidor      | VM-guld på 5 km och 10 km i Seefeld in Tirol                                                                        |
| 1986 | Ingrid Kristiansen            | Friidrott        | EM-guld på 10 000 m i Stuttgart                                                                                     |
| 1987 | Ingrid Kristiansen (2)        | Friidrott        | VM-guld på 10 000 m i Rom                                                                                           |
| 1988 | Jon Rønningen                 | Brottning        | OS-guld i 52 kg-klassen i Seoul                                                                                     |
| 1989 | Ole Kristian Furuseth         | Alpin skidsport  | Vinnare av världscupen i storslalom                                                                                 |
| 1990 | Atle Skårdal                  | Alpin skidsport  | 3 världscupsegrar                                                                                                   |
| 1991 | Johann Olav Koss              | Skridskor        | VM-guld i Heerenveen                                                                                                |
| 1992 | Vegard Ulvang                 | Längdåkning      | OS-guld på 10 km, 30 km och stafett i Albertville                                                                   |
| 1993 | Norges herrlandslag i fotboll | Fotboll          | Kvalificerar sig till VM i fotboll 1994                                                                             |
| 1994 | Johann Olav Koss (2)          | Skridskor        | 3 OS-guld och 3 världsrekord i Lillehammer                                                                          |
| 1995 | Bjørn Dæhlie                  | Längdåkning      | Vinner världscupen                                                                                                  |
| 1996 | Vebjørn Rodal                 | Friidrott        | OS-guld och olympiskt rekord med 1.42,58 på 800 m i Atlanta.                                                        |
| 1997 | Nils Arne Eggen               | Fotboll          | Tog Rosenborg BK til kvartsfinal i UEFA Champions League, efter seger mot AC Milan                                  |
| 1997 | Hanne Haugland                | Friidrott        | VM-guld i höjdhopp med 1.97 m i Aten                                                                                |
| 1998 | Bjørn Dæhlie (2)              | Längdåkning      | OS-guld på 10 km, 50 km och stafett i Nagano                                                                        |
| 1999 | Lasse Kjus                    | Alpin skidsport  | VM-guld i Storslalom och Super-G, samt silver i Slalom, Störtlopp och kombinationen i Colorado                      |
| 2000 | Trine Hattestad               | Friidrott        | OS-guld i spjut i Sydney                                                                                            |
| 2001 | Olaf Tufte                    | Rodd             | VM-guld] i singlesculler i Luzern                                                                                   |
| 2002 | Ole Einar Bjørndalen          | Skidskytte       | 4 OS-guld på 10 km sprint, 20 km, 12,5 km jaktstart och stafett i Salt Lake City                                    |
| 2003 | Petter Solberg                | Rally            | Guld i VM i rally för Subaru World Rally Team                                                                       |
| 2004 | Andreas Thorkildsen           | Friidrott        | OS-guld i spjut med 86,50 m i Aten                                                                                  |
| 2005 | Marit Bjørgen                 | Längdåkning      | VM-guld på 30 km klassisk, lag-sprint och stafett, samt silver på jaktstart och brons på 30 km fristil i Oberstdorf |
| 2006 | Kjetil André Aamodt           | Alpin skidsport  | OS-guld i kombination i Turin i sin sista säsong som aktiv                                                          |
| 2007 | Aksel Lund Svindal            | Alpin skidsport  | 2 guld i VM i Åre samt vinnare av totala världscupen.                                                               |
| 2008 | Andreas Thorkildsen           | Friidrott        | OS-guld i spjut |
| 2009 | Petter Northug                | Längdåkning      | Tre guld i VM i nordisk skidsport i Liberec                                                                         |
| 2010 | Thor Hushovd                  | Landsvägscykling | Världsmästare linjelopp VM i cykel 2010                                                                             |
| 2011 | Alexander Dale Oen            | Simning          | Världsmästare på 100 m bröstsim VM i simning 2011                                                                   |
| 2012 | Tora Berger                   | Skidskytte       | |
| 2013 | Magnus Carlsen                | Schack           | |
| 2014 | Ole Einar Bjørndalen          | Skidskytte       | |
| 2015 | Petter Northug (2)            | Längdåkning      | |
| 2016 | Ada Hegerberg                 | Fotboll          | |
| 2017 | Karsten Warholm               | Friidrott        | |
| 2018 | Jakob Ingebrigtsen            | Friidrott        | |
| 2019 | Karsten Warholm (2)           | Friidrott        | |
| 2020 | Erling Braut Haaland          | Fotboll          | |
| 2021 | Karsten Warholm (3)           | Friidrott        | |